# Hypselodelphys
Hypselodelphys é um género botânico pertencente à família Marantaceae.